# Bourovčík borový
Bourovčík borový (Thaumetopoea pinivora), někdy také nazývaný bourovčík sosnový, je menší motýl z čeledi hřbetozubcovitých.

## Popis
Bourovčík borový je menší motýl, se zadními křídly bílé barvy. Typická je také nepravidelná kresba na převážně šedých předních křídlech. Někdy tato kresba vytváří tvar písmene H. Především hlavová část je nápadně chlupatá. Dosahuje velikosti asi 35–45 mm, ale sameček bývá menší než samička, která se dá rozeznat podle rozšiřujícího se zadečku.

## Výskyt
Tento druh se vyskytuje zejména ve východní a střední Evropě. Vyhledává suché a teplé borové lesy na písčitém podkladu, v ČR byl nalezen pouze jednou  a je tedy dosti vzácný.

### Podobné druhy
V oblasti jižní Moravy žije na dubech podobným způsobem příbuzný, ale poněkud menší druh bourovčík toulavý, který se vyznačuje méně výraznou kresbou křídel a může způsobovat holožíry.